# Global StarCraft 2 League
Cet article concerne la GSL et le tournoi régional coréen des WCS. Pour les WCS dans leur ensemble, voir StarCraft 2 World Championship Series.
Pour la saison en cours, voir 2015 Global StarCraft 2 League.
Pour les articles homonymes, voir GSL.
La Global StarCraft 2 League (GSL) est une série de tournois professionnels internationaux de StarCraft 2 créée en octobre 2010.
La compétition se déroule en Corée du Sud et est actuellement organisée par AfreecaTV. Ses matchs, commentés en anglais et en coréen, sont diffusés sur Internet via la plate-forme d'AfreecaTV. Cho « Maru» Seong-Ju détient le record de titres avec huit victoires.

## Organisation

### Premières saisons ouvertes en 2010
Les trois premiers tournois, réunissant chacun 64 joueurs dans un arbre à élimination directe, pour un prix total de 199 600 000 wons (environ 135 000 euros) — dont 100 000 000 wons (environ 68 000 euros) pour le gagnant — se sont déroulés entre août et décembre 2010. Ces compétitions ont permis de répartir les joueurs dans deux divisions, appelées Code S et Code A, la première offrant les gains les plus importants et étant hiérachiquement au-dessus,.

### Ligues sponsorisées

#### 2011
En 2011, sept tournois ont été organisés, le gagnant du tournoi Code S étant récompensé d’un prix de 50 000 000 wons (environ 34 000 euros). Le nombre de joueurs a, pour ce nouveau format, été réduit à 32 pour le code S et 32 pour le code A.
Plusieurs tournois  spéciaux ont également été organisés comme le GSL Super Tournament (64 joueurs se battant pour un cash prize total 202 000 000 wons, soit environ 138 000 euros), et le GSL World Championship (récompense de 109 000 000 wons, soit 74 000 euros), opposant 8 joueurs coréens à 8 joueurs étrangers.

#### Blizzard Cup
En décembre 2011 a eu lieu la Blizzard Cup, censée désigner le meilleur joueur du monde. Cette compétition rassemble les 3 meilleurs joueurs de GSL, ainsi que 7 autres sélectionnés parmi les vainqueurs des principaux tournois de la saison : MLG, DreamHack, IEM, WCG, IGN ProLeague et BlizzCon,.

#### 2012
Depuis le début de l'année 2012, le format de la compétition a changé, avec l'arrêt des récompenses pour les joueurs du code A. Il prend la forme d'un tournoi à double élimination, où les perdants du code S descendent en code A. Les 12 derniers joueurs restants dans cette dernière division peuvent participer à la prochaine édition du code S.

#### Hot6ix
Depuis 2012, la marque de boisson énergisante coréenne Hot6ix sponsorise la GSL. En 2013 et 2014, pour clore la saison annuelle de la ligue, les gagnants et finalistes des tournois de la GSL, des joueurs issus des qualifications et de votes des spectateurs s'affrontent à la Hot6ix Cup. Le vainqueur remporte 20 000 000 wons (14 568,91 euros) ; en 2013, Rain a gagné le tournoi en s'imposant face à Soulkey 4 à 2.

## Palmarès
Code couleur des trois races :  Protoss •  Terran •  Zerg

### 2010
| Nom du tournoi                           | Vainqueur                  | Score | Finaliste                    |
| ---------------------------------------- | -------------------------- | ----- | ---------------------------- |
| TG Sambo Intel StarCraft 2 Open Season 1 | Kim « FruitDealer » Won Gi | 4 - 1 | Kim « RainBOw » Sung Je      |
| Sony Ericsson StarCraft 2 Open Season 2  | Lim « NesTea » Jae Duk     | 4 - 3 | Lee « MarineKing » Jung Hoon |
| Sony Ericsson StarCraft 2 Open Season 3  | Jang « MC » Min Chul       | 4 - 1 | Park « Rain » Seo Yong       |

### 2011
| Nom du tournoi                        | Vainqueur                | Score | Finaliste                    |
| ------------------------------------- | ------------------------ | ----- | ---------------------------- |
| Sony Ericsson GSL January             | Jeong « Mvp » Jong Hyeon | 4 - 0 | Lee « MarineKing » Jung Hoon |
| 2nd Generation Intel Core GSL March   | Jang « MC » Min Chul     | 4 - 1 | Park « July » Sung Joon      |
| LG Cinema 3D World Championship Seoul | Jeong « Mvp » Jong Hyeon | 4 - 2 | Lee « MarineKing » Jung Hoon |
| LG Cinema 3D GSL May                  | Lim « NesTea » Jae Duk   | 4 - 0 | Song « InCa » Joon Hyuk      |
| LG Cinema 3D GSL Super Tournament     | Choi « Polt » Sung Hoon  | 4 - 0 | Moon « MMA » Sung Won        |
| Pepsi GSL July                        | Lim « NesTea » Jae Duk   | 4 - 0 | Hwang « LosirA » Kang Ho     |
| Pepsi GSL August                      | Jeong « Mvp » Jong Hyeon | 4 - 1 | Kim « TOP » Jung Hoon        |
| Sony Ericsson GSL October             | Moon « MMA » Sung Won    | 4 - 1 | Jeong « Mvp » Jong Hyeon     |
| Sony Ericsson GSL November            | Jung « jjakji » Ji-Hoon  | 4 - 2 | Lee « Leenock » Dong-Nyung   |
| Blizzard Cup                          | Moon « MMA » Sung Won    | 4 - 3 | Park « DongRaeGu » Soo Ho    |

### 2012
| Nom du tournoi | Vainqueur                 | Score | Finaliste                  |
| -------------- | ------------------------- | ----- | -------------------------- |
| GSL Season 1   | Park « DongRaeGu » Soo Ho | 4 - 2 | Jung « Genius » Min Soo    |
| GSL Season 2   | Jeong « Mvp » Jong Hyeon  | 4 - 3 | Park « Squirtle » Hyun Woo |
| GSL Season 3   | Ahn « Seed » Sang Won     | 4 - 1 | Jang « MC » Min Chul       |
| GSL Season 4   | Lee « Life » Seung Hyun   | 4 - 3 | Jeong « Mvp » Jong Hyeon   |
| GSL Season 5   | Kwon « Sniper » Tae Hoon  | 4 - 3 | Ko « HyuN » Seok Hyun      |
| Blizzard Cup   | Lee « Life » Seung Hyun   | 4 - 3 | Won « PartinG » Lee Sako   |

### 2013
| Nom du tournoi | Vainqueur                | Score | Finaliste                     |
| -------------- | ------------------------ | ----- | ----------------------------- |
| GSL Season 1   | Shin « RorO » No Yeol    | 4 - 2 | Kang « Symbol » Dong Hyun     |
| GSL Season 2   | Kim « Soulkey » Min Chul | 4 - 3 | Lee « Innovation » Shin Hyung |
| GSL Season 3   | Baek « Dear » Dong Jun   | 4 - 2 | Eo « soO » Yoon Su            |
| Hot6ix Cup     | Jung « Rain » Yoon-jong  | 4 - 2 | Kim « Soulkey » Min-chul      |

### 2014
| Nom du tournoi          | Vainqueur                     | Score | Finaliste                    |
| ----------------------- | ----------------------------- | ----- | ---------------------------- |
| GSL Season 1            | Joo « Zest » Sung Wook        | 4 - 3 | Eo « soO » Yoon Su           |
| GSL Global Championship | Joo « Zest » Sung Wook        | 4 - 3 | Won « PartinG » Lee Sak      |
| GSL Season 2            | Kim « Classic » Doh Woo       | 4 - 2 | Eo « soO » Yoon Su           |
| GSL Season 3            | Lee « INnoVation » Shin Hyung | 4 - 2 | Eo « soO » Yoon Su           |
| Hot6ix Cup              | Kim « sOs » Yoo-jin           | 4 - 1 | Lee « MarineKing » Jung-hoon |

### 2015
| Nom du tournoi | Vainqueur                     | Score | Finaliste               |
| -------------- | ----------------------------- | ----- | ----------------------- |
| GSL Season 1   | Lee « Life » Seung Hyun       | 4 - 3 | Won « PartinG » Lee Sak |
| GSL Season 2   | Jung « Rain » Yoon Jong       | 4 - 1 | Han « ByuL » Ji Won     |
| GSL Season 3   | Lee « INnoVation » Shin Hyung | 4 - 2 | Han « ByuL » Ji Won     |

### 2016
| Nom du tournoi | Vainqueur              | Score | Finaliste           |
| -------------- | ---------------------- | ----- | ------------------- |
| GSL Season 1   | Joo « Zest » Sung Wook | 4 - 2 | Jun « TY » Tae Yang |
| GSL Season 2   | Byun « Byun » Hyun Woo | 4 - 1 | Kim « s0s » Yoo Jin |

### 2017
| Nom du tournoi         | Vainqueur                     | Score | Finaliste              |
| ---------------------- | ----------------------------- | ----- | ---------------------- |
| GSL Season 1           | Kim « Stats » Dae-yeob        | 4 - 2 | Eo « soO » Yoon-su     |
| GSL Super Tournament 1 | Kim « herO » Joon-ho          | 4 - 2 | Han « aLive » Lee-seok |
| GSL Season 2           | Koh « GuMiho » Byung-jae      | 4 - 2 | Eo « soO » Yoon-su     |
| GSL vs. The World      | Lee « INnoVation » Shin Hyung | 4 - 0 | Jun « TY » Tae-yang    |
| GSL Season 3           | Lee « INnoVation » Shin Hyung | 4 - 3 | Kim « s0s » Yoo Jin    |
| GSL Super Tournament 2 | Lee « Rogue » Byung-ryul      | 4 - 3 | Kim « herO » Joon-ho   |

### 2018
| Nom du tournoi         | Vainqueur               | Score | Finaliste               |
| ---------------------- | ----------------------- | ----- | ----------------------- |
| GSL Season 1           | Cho « Maru » Seong Ju   | 4 - 2 | Kim « Stats » Dae-yeob  |
| GSL Super Tournament 1 | Kim « Stats » Dae-yeob  | 4 - 3 | Park « Dark » Ryung-woo |
| GSL Season 2           | Cho « Maru » Seong Ju   | 4 - 0 | Joo « Zest » Sung-wook  |
| GSL vs. The World      | Joona « Serral » Sotala | 4 - 3 | Kim « Stats » Dae-yeob  |
| GSL Season 3           | Cho « Maru » Seong Ju   | 4 - 3 | Jun « TY » Tae-yang     |
| GSL Super Tournament 2 | Kim « Classic » Doh Woo | 4 - 3 | Kim « s0s » Yoo Jin     |

### 2019
| Nom du tournoi         | Vainqueur                | Score | Finaliste                    |
| ---------------------- | ------------------------ | ----- | ---------------------------- |
| GSL Season 1           | Cho « Maru » Seong Ju    | 4 - 2 | Kim « Classic » Doh-woo      |
| GSL Super Tournament 1 | Kim « Classic » Doh Woo  | 4 - 1 | Koh « GuMiho » Byung-jae     |
| GSL Season 2           | Park « Dark » Ryung-woo  | 4 - 2 | Cho « Trap » Sung-ho         |
| GSL vs. The World      | Joona « Serral » Sotala  | 4 - 2 | Mikołaj « Elazer » Ogonowski |
| GSL Season 3           | Lee « Rogue » Byung-ryul | 4 - 0 | Cho « Trap » Sung-ho         |
| GSL Super Tournament 2 | Park « Dark » Ryung-woo  | 4 - 0 | Jun « TY » Tae-yang          |

### 2020
| Nom du tournoi         | Vainqueur                | Score | Finaliste               |
| ---------------------- | ------------------------ | ----- | ----------------------- |
| GSL Super Tournament 1 | Cho « Maru » Seong Ju    | 4 - 3 | Park « Dark » Ryung-woo |
| GSL Season 1           | Jun « TY » Tae-yang      | 4 - 0 | Kim « Cure » Doh-wook   |
| GSL Season 2           | Lee « Rogue » Byung-ryul | 4 - 1 | Kim « Stats » Dae-yeob  |
| GSL Season 3           | Jun « TY » Tae-yang      | 4 - 2 | Cho « Maru » Seong Ju   |
| GSL Super Tournament 2 | Cho « Trap » Sung-ho     | 4 - 3 | Kim « Stats » Dae-yeob  |

### 2021
| Nom du tournoi         | Vainqueur                | Score | Finaliste              |
| ---------------------- | ------------------------ | ----- | ---------------------- |
| GSL Super Tournament 1 | Cho « Trap » Sung-ho     | 4 - 2 | Park « Zoun » Han-sol  |
| GSL Season 1           | Lee « Rogue » Byung-ryul | 4 - 1 | Cho « Maru » Seong Ju  |
| GSL Super Tournament 2 | Cho « Trap » Sung-ho     | 4 - 2 | Park « Zoun » Han-sol  |
| GSL Season 2           | Park « Dark » Ryung-woo  | 4 - 1 | Cho « Trap » Sung-ho   |
| GSL Season 3           | Kim « Cure » Doh-wook    | 4 - 2 | Joo « Zest » Sung Wook |
| GSL Super Tournament 3 | Lee « Rogue » Byung-ryul | 4 - 3 | Cho « Maru » Seong Ju  |

### 2022
| Nom du tournoi         | Vainqueur                | Score | Finaliste                  |
| ---------------------- | ------------------------ | ----- | -------------------------- |
| GSL Super Tournament 1 | Joo « Zest » Sung Wook   | 4 - 3 | Park « Dark » Ryung-woo    |
| GSL Season 1           | Lee « Rogue » Byung-ryul | 4 - 2 | Jang « Creator » Hyun-woo  |
| GSL Season 2           | Kim « herO » Joon-ho     | 4 - 1 | Cho « Maru » Seong Ju      |
| GSL Season 3           | Cho « Maru » Seong Ju    | 4 - 0 | Shin « RagnaroK » Hee-beom |
| GSL Super Tournament 2 | Kang « Solar » Min-soo   | 4 - 3 | Park « Dark » Ryung-woo    |

### 2023
| Nom du tournoi | Vainqueur              | Score | Finaliste                |
| -------------- | ---------------------- | ----- | ------------------------ |
| GSL Season 1   | Cho « Maru » Seong Ju  | 4 - 2 | Kim « Cure » Doh-wook    |
| GSL Season 2   | Cho « Maru » Seong Ju  | 4 - 2 | Park « Dark » Ryung-woo  |
| GSL Season 3   | Kang « Solar » Min-soo | 4 - 1 | Koh « GuMiho » Byung-jae |

### 2024
| Nom du tournoi | Vainqueur               | Score | Finaliste             |
| -------------- | ----------------------- | ----- | --------------------- |
| GSL Season 1   | Cho « Maru » Seong Ju   | 4 - 1 | Kim « herO » Joon-ho  |
| GSL Season 2   | Park « Dark » Ryung-woo | 4 - 2 | Cho « Maru » Seong Ju |

## Global StarCraft 2 Team League
GOMTV organise également la Global StarCraft 2 Team League (GSTL), opposant des équipes coréennes et étrangères dans des séries de matchs en un contre un.

### Palmarès

#### 2011
| Nom du tournoi              | Vainqueur            | Score | Finaliste            |
| --------------------------- | -------------------- | ----- | -------------------- |
| Sony Ericsson GSTL February | Incredible Miracle   | 5 - 4 | StarTale             |
| GSTL March                  | SlayerS              | 5 - 4 | Incredible Miracle   |
| GSTL May                    | SlayerS              | 5 - 4 | Most Valuable Player |
| GSTL Season 1               | Most Valuable Player | 5 - 3 | Prime                |

#### 2012
| Nom du tournoi | Vainqueur       | Score | Finaliste        |
| -------------- | --------------- | ----- | ---------------- |
| GSTL Season 1  | Prime           | 5 - 2 | StarTale Quantic |
| GSTL Season 2  | FXOpen e-Sports | 5 - 0 | SlayerS          |
| GSTL Season 3  | FXOpen e-Sports | 5 - 3 | MVP              |